# Palácio do Bispo (Fortaleza)

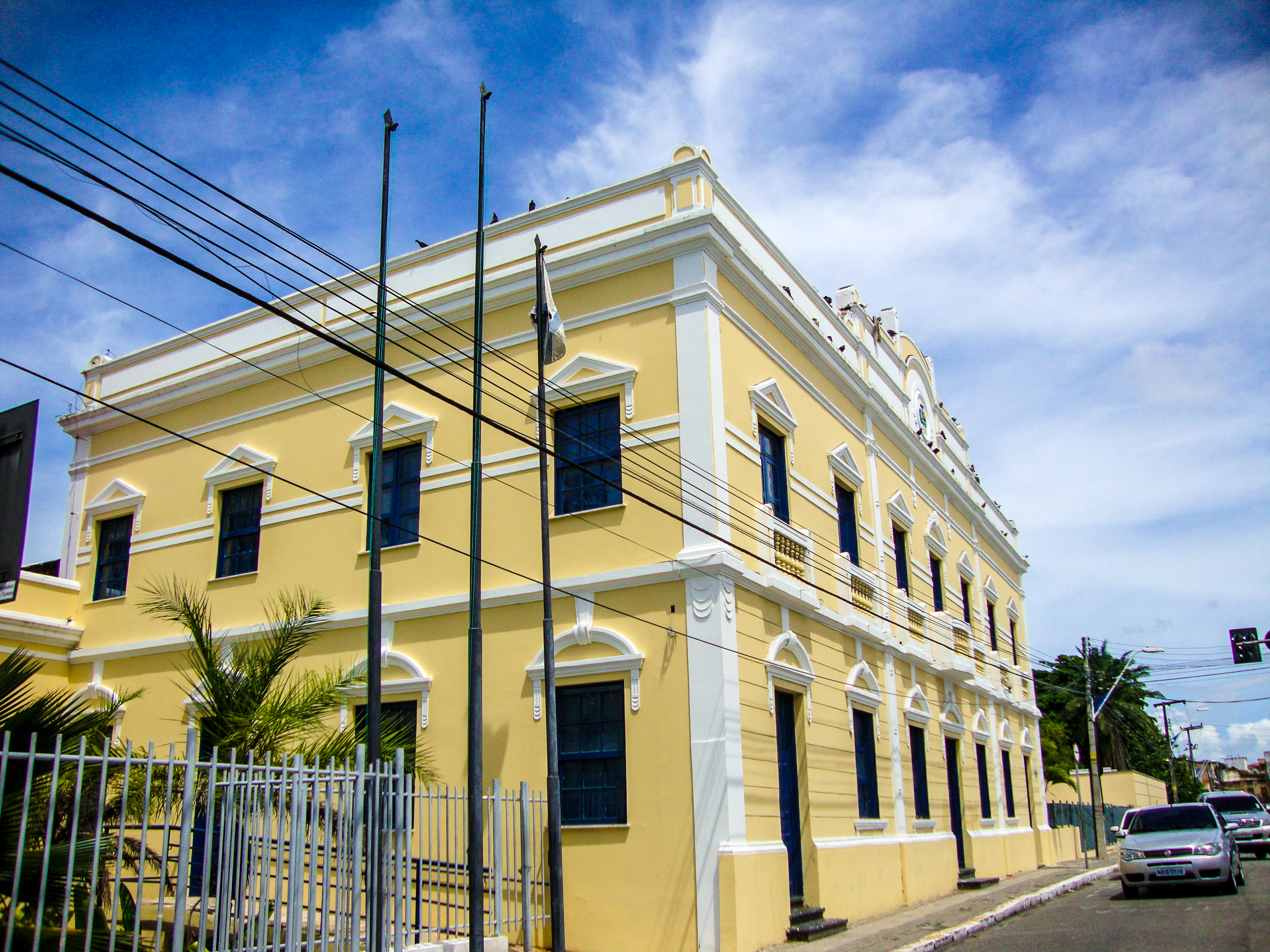

Palácio do Bispo, também conhecido como Paço Municipal ou Palácio João Brígido, é um edifício histórico da cidade de Fortaleza, Brasil. Atualmente, é sede do gabinete do prefeito de Fortaleza e de parte das secretarias municipais.

## História
Construído na primeira metade do século XIX.  Está localizado no centro histórico do município e abriga em suas dependências o Bosque Dom Delgado, que mantém uma das duas áreas verdes remanescentes às margens do riacho Pajeú, a partir do qual Fortaleza foi fundada.